# Associazione Sportiva Calcio Seregno 1942-1943
Questa voce raccoglie le informazioni riguardanti  l'Associazione Sportiva Calcio Seregno nelle competizioni ufficiali della stagione 1942-1943.

## Rosa
| N. |                   | Ruolo | Calciatore       |
| -- | ----------------- | ----- | ---------------- |
|    | Italia (bandiera) | A     | E. Barbareschi   |
|    | Italia (bandiera) | D     | A. Basilico      |
|    | Italia (bandiera) | A     | Ennio Bianchi    |
|    | Italia (bandiera) | A     | Franco Canali    |
|    | Italia (bandiera) | D     | Felice Como      |
|    | Italia (bandiera) | C     | Giuseppe Gavazzi |
|    | Italia (bandiera) | A     | M. Giannini      |
|    | Italia (bandiera) | C     | Franco Magri     |
|    | Italia (bandiera) | D     | Filippo Marelli  |
|    | Italia (bandiera) | P     | Angelo Mariani   |
|    | Italia (bandiera) | C     | G. Mocco         |

| N. |                   | Ruolo | Calciatore        |
| -- | ----------------- | ----- | ----------------- |
|    | Italia (bandiera) | A     | F. Montersino     |
|    | Italia (bandiera) | C     | B. Redaelli       |
|    | Italia (bandiera) | A     | A. Regorda        |
|    | Italia (bandiera) | A     | E. Sala           |
|    | Italia (bandiera) | C     | L. Spinelli       |
|    | Italia (bandiera) | C     | Angelo Trabattoni |
|    | Italia (bandiera) | D     | M. Trabattoni     |
|    | Italia (bandiera) | C     | D. Triulzi        |
|    | Italia (bandiera) | A     | A. Viganò         |
|    | Italia (bandiera) | C     | Antonio Vismara   |